# Riomalo de Abajo
Riomalo de Abajo (Riomalo d'Abajo en extremeño) es una localidad española del municipio de Caminomorisco, en la provincia de Cáceres, Extremadura.

## Introducción
Riomalo de Abajo es una alquería española perteneciente al municipio de Caminomorisco en la mancomunidad cacereña de Las Hurdes. Cuenta con una población de 55 habitantes dedicados fundamentalmente al turismo rural y a la apicultura.
Geográficamente la alquería se halla en la zona oeste del sistema central a los pies de la Sierra de Francia, ubicada al norte de la provincia de Cáceres y situada a 25 km al noreste de la capital municipal Caminomorisco.
Su lejanía a núcleos de población con mayor número de habitantes ha propiciado un acusado descenso poblacional en los últimos años.

## Origen
Riomalo de Abajo, junto con otras alquerías, se citan en los documentos más antiguos que se conocen de la comarca encontrándose restos de minas de la época romana. Hasta principios del siglo, no existió en la comarca de las Hurdes pueblo alguno con el nombre de Caminomorisco. Lo que si existía, era un concejo con tal nombre que abarcaba los pueblos de: La Aceña, La Dehesilla, La Huerta, Cambrón, Cambroncino, Arrolobos, Arrofranco, Riomalo de Abajo, Casas de Jelechoso, Arrocartintero, Arrocerezo y Las Calabazas.
No tenemos certeza exacta de cuando se empezó a poblar la alquería. Lo que si podemos asegurar es que ya estaba poblada en el año 1188 debido al Documento de Donación Real del Rey Alfonso IX al arzobispo de Santiago de Compostela, Pedro Suárez de Deza, de la mitad de Herguijuela y Sotoserrano. En el citado documento, dichas poblaciones aparecen respectivamente como Ecclesiola y Saltu de Francia. Es este documento aparecen también citados los nombres de Riomalo y Batuecas. El primero de ellos, corresponde a Riomalo de Abajo.

## Localización
La localidad de Riomalo de Abajo se encuentra en la zona noreste de la mancomunidad de Las Hurdes, situada en el norte de la provincia de Cáceres, dentro de la Comunidad Autónoma de Extremadura, sirviendo de límite entre las comunidades autónomas de Extremadura y Castilla y León, en las inmediaciones del Valle de Las Batuecas junto a la salmantina Sierra de Francia.
En cuanto a la geografía, la alquería se encuentra situada junto a la confluencia del río Ladrillar (antes conocido como río Malo), en las coordenadas 40º18' de latitud y 6º19' de longitud, encontrándose a una altura de 410 metros sobre el nivel del mar. Se accede al municipio a través de la carretera EX-204 desde Cáceres y a través de la carretera SA-225 si se accede desde Salamanca.
La alquería dista a 25 km al noreste del municipio de Caminomorisco. Al oeste por la carretera EX-204 se accede a la alquería de Las Mestas perteneciente al municipio de Ladrillar, mientras que al este, se accede a través de la carretera SA-225 al municipio de Sotoserrano perteneciente a la provincia de Salamanca.
En cuanto a distancia de las grandes ciudades, se encuentra a 96 km de Salamanca, a 144 km de Cáceres, a 215 km de Mérida, la capital de la Comunidad Autónoma de Extremadura y a 257 km de Madrid, capital del Estado.
En la siguiente foto se puede apreciar la localización de Riomalo de Abajo.

## Población
Riomalo de abajo, al igual que la mayoría de los municipios hurdanos, ha sufrido una pérdida continuada de población debido al gran impulso migratorio, fundamentalmente de los años 60 y 70. Cuenta actualmente con 55 habitantes, la parte alta del pueblo es la menos habitada, con estrechas calles cuesta arriba y casas de arquitectura tradicional, de techo realizado con lanchas de pizarra y paredes gruesas de piedra y barro.

## Clima
El clima de Riomalo de Abajo es un clima mediterráneo continental según la clasificación climática de Köppen. La temperatura promedio es de 14 °C.
Los inviernos son fríos, con temperaturas inferiores a los 4-5 °C, heladas frecuentes y nevadas. Los veranos son calurosos con medias en torno a los 24 °C en julio y agosto y con máximas que, puntualmente y de forma discontinua, pueden alcanzar los 35 °C. La amplitud térmica anual es alta como consecuencia de la gran distancia al mar y la altitud (en torno a los 465 m). Las precipitaciones anuales son superiores a los 400 mm, con mínimos muy marcados en verano. En la siguiente foto de la Agencia Estatal de Meteorología se puede apreciar el clima de la localidad.

## Naturaleza
En cuanto a la flora, destaca el esplendor de la vegetación natural integrada, entre otras especies, por el brezo blanco, la brecina, la jara, la zarzamora, el madroño, la madreselva, el lentisco, el enebro, el castaño, el narciso de roca, el lirio amarillo...
En cuanto a la fauna, las tierras de Riomalo de Abajo son hábitat de depredadores como el gato montés, la nutria o el zorro, aunque otras especies como la garduña, la comadreja, el hurón o el tejón se hallan presentes en toda la zona. Además, se observa un gran número y variedad de aves rapaces, como buitres, águilas reales,  milanos negros, gavilanes y azores.
Destaca uno de los monumentos naturales más importantes de la región, llamado el Meandro del Melero. Este meandro dibuja el curso del río Alagón en las proximidades de la localidad siendo reclamo de numerosos turistas y de campañas publicitarias. Desde Riomalo de Abajo sale una pista forestal que da acceso al propio meandro así como a un pequeño mirador.
En la zona, es posible realizar diversas actividades vinculadas a la naturaleza tales como la observación de aves, descensos en canoa, rutas en catamarán o la pesca.

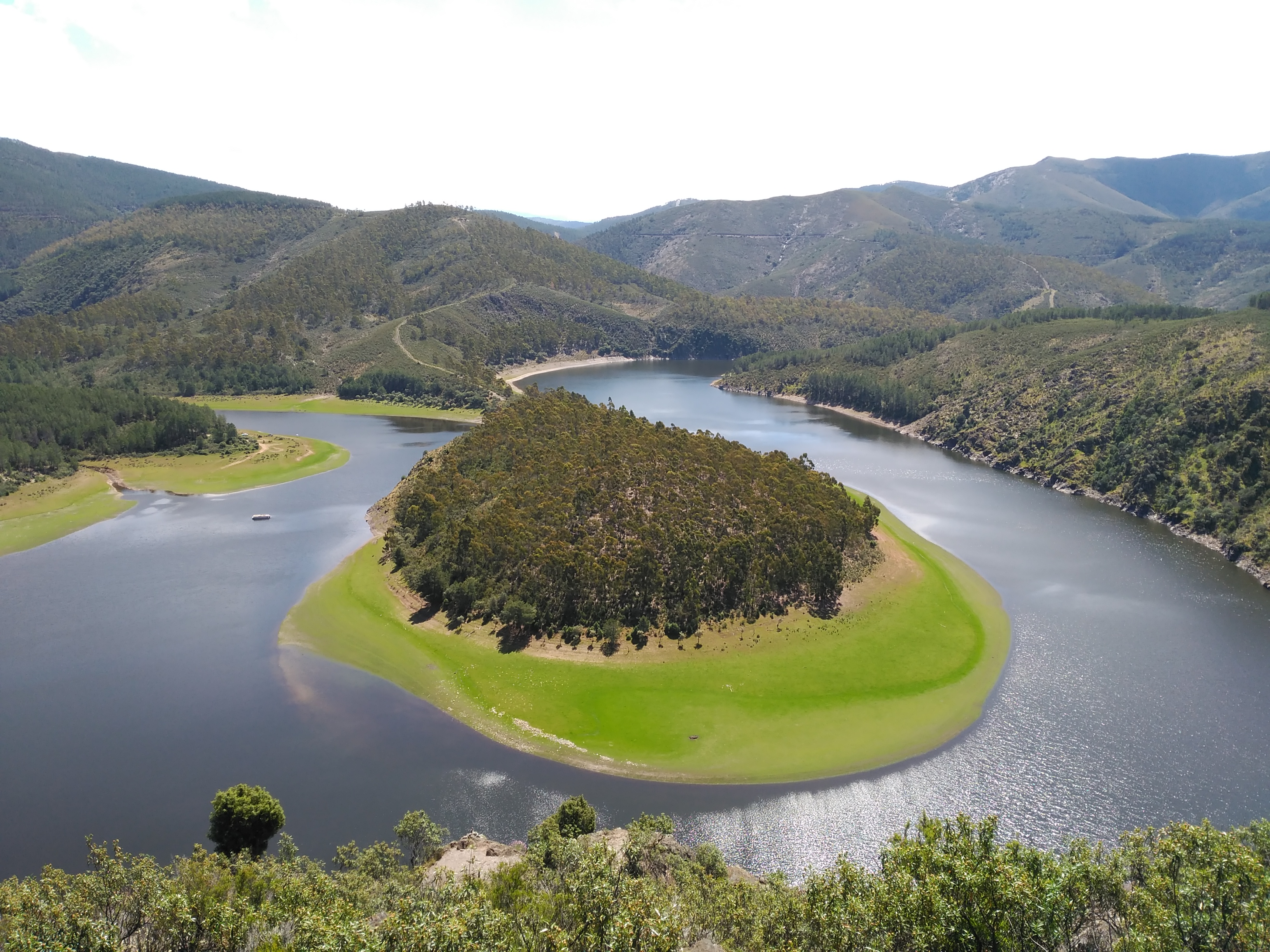
"Foto del meandro del melero"

## Economía
La economía de Riomalo está basada fundamentalmente en el sector servicios, especialmente el servicio vinculado al comercio, aunque el sector turismo va haciéndose paso en la economía local destacando el turismo rural con algunas casas rurales y apartamentos turísticos.

## Gastronomía y Artesanía

### Gastronomía
Su gastronomía es de la más variada, pudiéndose disfrutar de recetas de verduras y hortalizas como los pipos con Berzas, carnes elaboradas a la brasa como la caldereta al toque de cada establecimiento, o platos elaborados con frutas como la ensalá de naranjas o limones. En cuanto los postres, destacan los socochones, a base de castañas cocidas con leche.
Como condimentos se utilizan productos de la zona como la miel o el polen de los apicultores y el aceite de oliva. El cabrito es un seguro a la hora de disfrutar de un plato, bien cabrito a la brasa, a la caldereta, cabrito al polen…etc. Otros platos de obligada cata son patatas meneás, rebujones, asaduras, embutidos y jamones curados en esta serranías.

### Artesanía
En Riomalo de Abajo no tenemos constancia de ningún artesano. Actualmente se siguen realizando artesanía en mimbre, bálago y madera para consumo personal.

## Patrimonio
Destaca la iglesia de Nuestra Señora de los Dolores. Se encuentra en la plaza de la alquería, denominada Plaza de la Iglesia. En su interior destaca la imagen de la Virgen de la Dolorosa, patrona de Riomalo de Abajo.

## Fiestas y Tradiciones
Teniendo en cuenta que el municipio de Caminomorisco está formado por varias poblaciones (alquerías), cada una de ellas, celebra una vez al año fiestas en honor a su patrón o patrona. Cada una de ellas, tiene su especial encanto y tradición, convirtiéndose en una buena manera de conocer los pueblos y sus costumbres.
Las fiestas de Riomalo de Abajo, se celebran  el primer fin de semana de agosto en honor a su patrona, la Virgen de la Dolorosa. En estas fechas, vecinos, emigrantes y turistas se desplazan a Riomalo de Abajo para celebrar la tradicional fiesta en la que se realiza una procesión por las calles de la alquería, acompañada de tamborileros típicos y tradicionales de la comarca. Posteriormente, se realiza un besamanto a la patrona y un ofertorio.
Trascurridos los actos religiosos, todos los asistentes participan en una comida popular, donde se cantaran antiguas coplas y si se tercia también echarán algunos bailes al son de los instrumentistas traídos para la ocasión. Por la tarde, habrá taller de manualidades, juegos populares, teatro infantil y otros entretenimientos para los niños. Por la noche, tiene lugar la verbena de las fiestas.

## Actividades de Ocio y Tiempo Libre
Para actividades de Ocio y Tiempo Libre, podemos visitar la Casa de la Cultura de Caminomorisco, desde donde nos informarán de numerosas actividades para el ocio y tiempo libre realacionadas con la naturaleza y el turismo rural.
La orografía del terreno, la gran variedad de flora y fauna junto con la riqueza de agua de los cauces fluviales, invitan a descubrir paisajes que dejan huella y no se olvidan fácilmente. Destacan las siguientes rutas:
Verea de los Aceituneros:
·        Modalidad: Pista Forestal. (En coche, bicicleta o a pie).
·        Distancia: 20 / 25 km.
·        Salida /Llegada: Arrolobos / Riomalo de Abajo
·        Descripción: Espectaculares paisajes de bosques de coníferas junto al amplio valle del río Alagón, pudiéndose ver el Embalse de Gabriel y Galán a lo lejos. En la última parte del recorrido se encuentra el “Mirador de la Antigua”, desde donde se disfruta el “Meandro del río Alagón.”
Verea de los pescadores:
·        Modalidad: Sendero (A pie)
·        Distancia: 2.5 km.
·        Salida /Llegada: Riomalo de Abajo / Mirador de La Antigua.
·        Descripción: Ruta paralela al río Alagón. Se puede observar una gran variedad de Vegetación y de fauna, el amplio valle formado por el río, idóneo para la práctica de la pesca, concluyendo en el “Mirador de la Antigua” para deleitarse con la increíble panorámica de “los Meandros del río Alagón.

## Zonas de baño
La piscina natural de Riomalo de Abajo se construyó aprovechando el cauce del río Ladrillar, que unos metros más adelante vierte sus aguas en el Alagón. Se trata de una de las piscinas más grandes de la zona, extendiéndose desde el puente por el que pasa la carretera hasta una zona boscosa en la que parte una pista forestal que llega hasta el Mirador de La Antigua, el que permite ver las mejores panorámicas del Meandro Melero.
La piscina natural de Riomalo de Abajo en el río Ladrillar es una de las más destacadas de Las Hurdes y se encuentra en el mismo límite entre las provincias de Salamanca y Cáceres. Posee una amplia zona de baño y una gran arboleda para pasar una agradable jornada en el campo. Tiene una profundidad máxima de unos dos metros, aunque junto a la orilla de la arboleda el agua comienza a cubrir poco a poco por lo que es ideal para ir con niños. Al igual que en todas las piscinas naturales es recomendable llevar calzado de agua.

## Personas destacadas
La persona más destacada nacida en Riomalo de Abajo fue el poeta Anastasio Marcos Bravo, más conocido como "El Tío Picho", (Riomalo de Abajo, 1896 - Las Mestas, 1988).

## Planes de Futuro
La consejería de Economía e Infraestructuras de la Junta de Extremadura ha anunciado que en los presupuestos de la Comunidad para 2018 se incluirá una partida destinada a la construcción de un depósito de agua potable en Riomalo de Abajo. El proyecto y el presupuesto concreto de esta instalación, que se ubicará en la parte alta del pueblo, deberán desarrollarse en los próximos meses para así poder licitar las obras. La información de esta decisión ha sido comunicada por la Consejería al Ayuntamiento de Caminomorisco, al que pertenece la alquería de Riomalo de Abajo.